# Luxemburgische Fußballnationalmannschaft
Die luxemburgische Fußballnationalmannschaft (luxemburgisch Lëtzebuergesch Foussballnationalekipp) wurde im Jahre 1908 gegründet und trat 1910 dem Weltfußballverband FIFA bei. Die Mannschaft wird von der Fédération Luxembourgeoise du Football (FLF) organisiert und seit August 2025 von Jeff Strasser trainiert. In der FIFA-Weltrangliste belegt die Mannschaft aktuell den 92. Platz (Stand: 19. Dezember 2024).
In Luxemburg ist Fußball die beliebteste Sportart. Die bekanntesten ehemaligen Spieler der luxemburgischen Nationalmannschaft sind Vic Nurenberg, Nico Braun, Louis Pilot, François Konter, Armin Krings, Guy Hellers, Jeff Strasser und Jeff Saibene. Luxemburg konnte sich bisher noch nie für eine Europa- oder Weltmeisterschaft qualifizieren.

## Geschichte

### Bis 2010
Bei der Qualifikation zur Europameisterschaft 1964 scheiterte Luxemburg knapp an dem Einzug ins Halbfinale. Nachdem man die Niederlande besiegt hatte, traf man im Viertelfinale auf Dänemark. Die ersten zwei Spiele endeten unentschieden. Erst im dritten Spiel konnte sich Dänemark mit einem 1:0-Sieg durchsetzen. Bei der Qualifikation zur Europameisterschaft 2004 gelang der Nationalmannschaft kein Sieg und kein einziges Tor. Auch bei der Qualifikation zur Weltmeisterschaft 2006 blieb Luxemburg trotz fünf erzielter Tore punktlos. Tiefpunkte in der Geschichte waren die Jahre 1980 bis 1985, in denen die Auswahl des Landes 35 Niederlagen hintereinander einstecken musste, sowie der 13. Oktober 2004. An diesem Tag verlor Luxemburg im Rahmen der WM-Qualifikation 2006 das Heimspiel gegen Liechtenstein 0:4. Dafür durften schon knappe Niederlagen gegen große Fußballnationen wie Siege gefeiert werden. Zum Beispiel verlor die Mannschaft 1990 gegen Deutschland in der EM-Qualifikation nur knapp mit 2:3 und in der Qualifikation zur EM 2008 unterlag man der Niederlande zwei Mal mit 0:1. Tschechien wurde 1995 mit 1:0 durch ein Tor von Guy Hellers bezwungen.
Am 13. Oktober 2007 glückte der Mannschaft in Homel beim 1:0-Sieg gegen Belarus nach mehr als zwölf Jahren wieder ein Sieg in einem EM-Qualifikationsspiel (zuletzt am 6. September 1995 gegen Malta). Das Tor erzielte Fons Leweck in der vierten Minute der Nachspielzeit. Eine Sensation gelang der luxemburgischen Nationalmannschaft mit dem 2:1-Sieg am 10. September 2008 im WM-Qualifikationsspiel in Zürich gegen die hochfavorisierte Schweizer Nationalmannschaft.

### Seit 2010: Gegenwart
Am 4. Juni 2014 ist der Nationalmannschaft eine weitere Überraschung gelungen als in einem Testspiel in Perugia gegen Italien ein 1:1 erringen konnten.
In der Qualifikation für die Weltmeisterschaft 2014 in Brasilien traf Luxemburg auf Aserbaidschan, Israel, Nordirland, Portugal und Russland. Gegen Nordirland hatte Luxemburg zuvor noch nie gespielt. Außer einem Sieg am 8. Oktober 1961 gegen Portugal in der Qualifikation zur WM 1962 hatte Luxemburg noch kein Spiel gegen eine dieser Mannschaften gewinnen können. Durch zwei Unentschieden gegen Aserbaidschan sowie einen Sieg und ein Unentschieden gegen Nordirland konnte Luxemburg mit 6 Punkten das beste Ergebnis in einer WM-Qualifikation seit Einführung der Drei-Punkte-Regel erzielen. Für einen Einzug in die WM-Endrunde oder die Playoffs reichte es dennoch nicht. In der Qualifikation zur EM-Endrunde 2016 in Frankreich traf Luxemburg auf Belarus, Mazedonien, Spanien, auf die Ukraine und auf die Slowakei. Mit einem Sieg und einem Unentschieden konnte man vier Punkte erringen und belegte punktgleich mit Mazedonien den vorletzten Tabellenplatz.
In der Vorausscheidung zur WM 2018 in Russland traf Luxemburg auf Bulgarien, Schweden, Belarus, auf die Niederlande und auf Vize-Europameister Frankreich und wurde mit sechs Punkten (ein Sieg gegen Belarus und drei Unentschieden, darunter ein 0:0 im Auswärtsspiel gegen Frankreich) Vorletzter der Gruppe. Die Fußballnationalmannschaft kletterte in der FIFA-Weltrangliste in die Top 100 (auf den 84. Platz) und erreichte damit ihre bisher beste Weltranglistenplatzierung.
In der neu gegründeten UEFA Nations League 2018/19 konnte man in der Liga D – Gruppe 2 zum Auftakt zwei Siege gegen Moldau (4:0) und San Marino (3:0) feiern. Am Ende reichte es trotzdem nur zu Platz 2 in der Gruppe hinter Belarus.
In der Qualifikation für die 2020 geplante, jedoch erst 2021 ausgetragene Europameisterschaft traf Luxemburg auf Litauen, auf die Ukraine, Serbien und Portugal. Mit einem Sieg (2:1 zum Auftakt gegen Litauen) wurde der vierte und vorletzte Platz belegt. In der Qualifikation für die Weltmeisterschaft 2022 in Katar ging es erneut gegen die Portugiesen, zudem gegen Irland, Aserbaidschan und abermals auf die Serben. Mit drei Siegen (darunter ein 1:0-Auswärtssieg gegen die Iren zum Auftakt der WM-Qualifikation) erreichte Luxemburg neun Punkte und belegte somit den vorletzten Tabellenplatz.
Der Aufschwung des luxemburgischen Fußballs hängt mit dem Deutschen Reinhold Breu, der von 2011 bis 2021 Technischer Direktor im luxemburgischen Fußballverband war, zusammen; in dieser Funktion war er für die Talentförderung und für die Trainerausbildung zuständig. Sowohl er als auch seine Mitarbeiter hatten Videomaterial gesichtet, des Weiteren gibt es einen Förderkader für Talente, die noch Zeit in ihrer körperlichen Entwicklung benötigen. Nach französischem Vorbild wurde die Ausbildung zentralisiert, so dass die Spieler unter der Woche im Verband in der eigenen Fußballakademie gemeinsam trainieren und an Wochenenden dann bei ihren Vereinen verweilen. Inspiration und Vorbilder sind die isländische Nationalmannschaft, die bei der Europameisterschaft 2016 in Frankreich das Viertelfinale erreichte, die Nachwuchsakademien in Deutschland, aber auch die spanische Nachwuchsarbeit. Auch fließen Einflüsse von Trainern wie Pep Guardiola, Diego Simeone oder Antonio Conte in die Ausbildung an der Fußballschule des luxemburgischen Fußballverbandes. Während der Amtszeit von Breu waren viele luxemburgische Nachwuchsspieler ins Ausland gewechselt. Aktuell – Stand 18. November 2024 – gibt es im Kader der luxemburgischen Nationalmannschaft mehrere Spieler, die bei Vereinen in einer ausländischen Profiliga unter Vertrag stehen. So zum Beispiel steht Leandro Barreiro in Portugal bei Benfica Lissabon in Lohn und Brot, während Danel Sinani beim FC St. Pauli in der deutschen Bundesliga unter Vertrag steht. Außerdem hat Jeff Strasser seit August 2025 das Amt des Cheftrainers der Nationalmannschaft inne.
Die Auswahl wurde bislang insgesamt vierzehnmal zur luxemburgischen Mannschaft des Jahres gewählt: 1963, 1980, durchgängig von 1987 bis 1991, 1995, 2007, 2008, 2011, 2017, 2021 und 2022.

## Aktueller Kader
|            | Anthony Moris               | Khaleej Club             | 29. Apr. 1990 | 73  | 0  |
| 23         | Lucas Fox                   | 1. FC Bocholt            | 3. Okt. 2000  | 0   | 0  |
| 12         | Tiago Pereira Cardoso       | Borussia Mönchengladbach | 7. Apr. 2006  | 6   | 0  |
| 1          | André Leite Barrela         | Union Titus Petingen     | 22. Jan. 2001 | 0   | 0  |
| Abwehr     |                             |                          |               |     |    |
|            | Marvin Martins              | FC Winterthur            | 17. Feb. 1995 | 39  | 3  |
| 13         | Dirk Carlson                | SKN St. Pölten           | 1. Apr. 1998  | 64  | 0  |
| 2          | Seid Korac                  | FC Venedig               | 20. Okt. 2001 | 14  | 2  |
| 18         | Laurent Jans                | SK Beveren               | 5. Aug. 1992  | 114 | 1  |
| 20         | Eldin Dzogovic              | 1. FC Magdeburg          | 8. Juni 2003  | 11  | 0  |
| 14         | Eric Veiga                  | KS Flamurtari Vlora      | 18. Feb. 1997 | 9   | 0  |
| 17         | Michael Goncalves Pinto     | ZSKA Sofia               | 4. Juni 1993  | 40  | 1  |
| 3          | Enes Mahmutovic             | NAC Breda                | 22. Mai 1997  | 37  | 0  |
| 15         | Vahid Selimovic             | FC Hermannstadt          | 3. Apr. 1997  | 12  | 1  |
| Mittelfeld |                             |                          |               |     |    |
|            | Christopher Martins Pereira | Spartak Moskau           | 19. Feb. 1997 | 75  | 1  |
| 11         | Vincent Thill               | Zirə FK                  | 4. Feb. 2000  | 57  | 3  |
| 8          | Enzo Duarte                 | Borussia Dortmund U-19   | 28. Jan. 2009 | 1   | 0  |
| 4          | Florian Bohnert             | SC Bastia                | 9. Nov. 1997  | 54  | 1  |
|            | Mathias Olesen              | SpVgg Greuther Fürth     | 21. März 2001 | 30  | 1  |
| 6          | Tomás Moreira               | Benfica Lissabon U-23    | 26. Juni 2005 | 7   | 0  |
| 21         | Sébastien Thill             | Stal Rzeszów             | 29. Dez. 1993 | 40  | 2  |
|            | Olivier Thill               | FC Progrès Niederkorn    | 28. Juni 1997 | 43  | 3  |
| 7          | Lars Gerson                 | UN Käerjéng 97           | 5. Feb. 1990  | 100 | 4  |
| 16         | Leandro Barreiro Martins    | Benfica Lissabon         | 3. Jan. 2000  | 65  | 2  |
| Angriff    |                             |                          |               |     |    |
| 9          | Danel Sinani                | FC St. Pauli             | 5. Apr. 1997  | 73  | 14 |
| 22         | Aiman Dardari               | FC Augsburg              | 21. März 2005 | 4   | 0  |
|            | Yvandro Borges Sanches      | Heracles Almelo          | 24. Mai 2004  | 26  | 3  |
| 10         | Gerson Rodrigues            | Kanchanaburi Power FC    | 20. Juni 1995 | 72  | 23 |
| 5          | Alessio Curci               | Neftçi Baku              | 18. Apr. 2002 | 17  | 1  |
|            | Edvin Muratovic             | Odra Opole               | 15. Feb. 1997 | 17  | 1  |
| 19         | Brian Madjo                 | FC Metz                  | 12. Jan. 2009 | 3   | 0  |

(Spieler ohne Nummern sind verletzt oder wurden zuletzt nicht nominiert.)

## Trainer
- Paul Feierstein (1933–1948)
- Jean-Pierre Hoscheid &  Albert Reuter (1948–1949)
- Adolf Patek (1949–1953)
- Béla Volentik (1953–1955)
- Eduard Havlicek (1955)
- Nándor Lengyel (1955–1959)
- Pierre Sinibaldi (1959–1960)
- Robert Heinz (1960–1969)
- Ernst Melchior (1969–1972)
- Gilbert Legrand (1972–1977)
- Arthu Schoos (1978)
- Louis Pilot (1978–1984)
- Jeff Vliers (1984)
- Josy Kirchens (1985)
- Paul Philipp (1985–2001)
- Allan Simonsen (2002–2004)
- Guy Hellers (2005–2010)
- Luc Holtz (2010–2025)
- Jeff Strasser (2025–)

## Rekordspieler
Stand: 11. Juni 2025
| Rang               | Name                        | Einsätze | Tore  | Position   | Zeitraum  | Rekordhalter                                              |
| ------------------ | --------------------------- | -------- | ----- | ---------- | --------- | --------------------------------------------------------- |
| 01.                | Laurent Jans                | 114      | 01    | Mittelfeld | 2012–0000 | seit 26. März 2024                                        |
| 02.                | Mario Mutsch                | 101      | 04    | Mittelfeld | 2005–2019 | 11. September 2018 bis 25. März 2024                      |
| 03.                | Daniel da Mota              | 100      | 06    | Angriff    | 2007–2021 |                                                           |
| 03.                | Lars Gerson                 | 100      | 04    | Abwehr     | 2008–0000 |                                                           |
| 05.                | Jeff Strasser               | 098      | 07    | Abwehr     | 1993–2010 | 28. März 2009 bis 11. September 2018 (89 bis 98 Spiele)   |
| 06.                | René Peters                 | 092      | 03    | Mittelfeld | 2000–2013 |                                                           |
| 07.                | Jonathan Joubert            | 090      | 0     | Torwart    | 2006–2017 |                                                           |
| 08.                | Eric Hoffmann               | 088      | 0     | Abwehr     | 2002–2014 |                                                           |
| 08.                | Carlo Weis                  | 088      | 01    | Mittelfeld | 1978–1998 | 11. Oktober 1995 bis 28. März 2009 (78 bis 88 Spiele)     |
| 10.                | Aurélien Joachim            | 079      | 14    | Angriff    | 2005–2019 |                                                           |
| 11.                | François Konter             | 000077   | 00004 | Abwehr     | 1955–1969 | 26. November 1966 bis 11. Oktober 1995 (58 bis 77 Spiele) |
| 12.                | Christopher Martins Pereira | 075      | 01    | Mittelfeld | 2014–0000 |                                                           |
| 13.                | Robert Langers              | 073      | 08    | Mittelfeld | 1980–1998 |                                                           |
| 13.                | Ben Payal                   | 073      | 0     | Mittelfeld | 2006–2016 |                                                           |
| 13.                | Anthony Moris               | 073      | 0     | Tor        | 2014–0000 |                                                           |
| 13.                | Danel Sinani                | 073      | 14    | Angriff    | 2017–0000 |                                                           |
| 17.                | Maxime Chanot               | 072      | 04    | Abwehr     | 2013–2024 |                                                           |
| 17.                | Gerson Rodrigues            | 072      | 23    | Angriff    | 2017–0000 |                                                           |
| Anmerkungen: 1. 2. |                             |          |       |            |           |                                                           |

## Rekordtorschützen
Die besten Luxemburger Torschützen erzielten ihre Tore überwiegend gegen B- und Amateurmannschaften. Beste Spieler, die ihre Treffer nur gegen A-Nationalmannschaften erzielten sind Gerson Rodrigues, Aurélien Joachim, Danel Sinani und Robert Langers.
Stand: 11. Juni 2025
| Rang                                                        | Name             | Tore  | Einsätze | Quote | Zeitraum  |
| ----------------------------------------------------------- | ---------------- | ----- | -------- | ----- | --------- |
| 01.                                                         | Gerson Rodrigues | 23    | 72       | 0,32  | 2017–0000 |
| 02.                                                         | Léon Mart        | 00016 | 00024    | 0,67  | 1939–1945 |
| 03.                                                         | Gustave Kemp     | 00015 | 00021    | 0,71  | 1936–1945 |
| 03.                                                         | Nicolas Kettel   | 00015 | 00057    | 0,26  | 1946–1959 |
| 05.                                                         | Danel Sinani     | 14    | 73       | 0,19  | 2017–0000 |
| 05.                                                         | Aurélien Joachim | 14    | 79       | 0,18  | 2005–2019 |
| 07.                                                         | Camille Libar    | 00013 | 00024    | 0,54  | 1937–1950 |
| 08.                                                         | François Muller  | 00012 | 00029    | 0,41  | 1949–1955 |
| 09.                                                         | Jules Gales      | 00011 | 00026    | 0,42  | 1948–1952 |
| 09.                                                         | Léon Letsch      | 00011 | 00053    | 0,21  | 1947–1961 |
| Anmerkungen: 1. 2. 3. 4. 5. 6. 7. 8. 9. 10. 11. 12. 13. 14. |                  |       |          |       |           |

Quellen: Luxembourg – Record International Players, PLAYERS for Luxembourg

## Länderspielbilanzen
Luxemburg hat folgende Bilanzen gegen andere Nationalmannschaften (mindestens zehn Spiele; Stand: 11. Juni 2025).
| Land        | Sp. | S | U | N  | Tore  | Tordifferenz | Wichtige Begegnungen |
| ----------- | --- | - | - | -- | ----- | ------------ | --- |
| Belarus     | 14  | 2 | 5 | 07 | 6:15  | –9           | WM-Qualifikation 2018, EM-Qualifikation 1996, 2008, 2012, 2016, Nations League 2018/19, 2024/25                                                 |
| Belgien     | 19  | 1 | 3 | 15 | 12:63 | –51          | Achtelfinale der Olympischen Spiele 1928, WM-Qualifikation 1938, 1990, EM-Qualifikation 1968, 1988, 1992                                        |
| Bulgarien   | 17  | 0 | 3 | 14 | 9:39  | –30          | WM-Qualifikation 1970, 1986, 1998, 2018, EM-Qualifikation 1988, 2000, 2008, UEFA Nations League 2024/25                                         |
| Dänemark    | 11  | 0 | 2 | 09 | 8:33  | –25          | EM-Viertelfinale 1964, WM-Qualifikation 1982, EM-Qualifikation 1984, 2004                                                                       |
| Deutschland | 13  | 1 | 0 | 12 | 11:60 | –49          | WM-Qualifikation 1934, Achtelfinale der Olympischen Sommerspiele 1936, EM-Qualifikation 1992                                                    |
| Frankreich  | 19  | 1 | 2 | 16 | 12:71 | –59          | WM-Qualifikation 1934, 1954, 1966, 1986, 2018 EM-Qualifikation 1968, 1980, 2012                                                                 |
| Niederlande | 18  | 2 | 1 | 15 | 14:67 | –53          | Achtelfinale der Olympischen Sommerspiele 1920, WM-Qualifikation 1938, 1958, 1970, 2018 EM-Achtelfinale 1964, EM-Qualifikation 1972, 1996, 2008 |
| Norwegen    | 12  | 2 | 1 | 09 | 9:25  | –16          | WM-Qualifikation 1966, EM-Qualifikation 1996, 2004                                                                                              |
| Portugal    | 21  | 1 | 1 | 19 | 8:74  | –51          | WM-Qualifikation 1962, 1990, 2006, 2014, 2022, EM-Qualifikation 2020, 2024                                                                      |
| Russland    | 10  | 0 | 0 | 10 | 3:35  | –32          | WM-Qualifikation 1998, 2002, 2006, 2014 |
| Schweiz     | 13  | 1 | 1 | 11 | 10:33 | –23          | WM-Qualifikation 1950, 1974, 1990, 2002, 2010                                                                                                   |
| Ungarn      | 12  | 1 | 1 | 10 | 14:51 | –36          | WM-Qualifikation 1994, EM-Qualifikation 1976, 1984                                                                                              |

## Teilnahme Luxemburgs an Fußball-Weltmeisterschaften
- 1930 – nicht teilgenommen
- 1934 bis 2022 – nicht qualifiziert

## Teilnahme Luxemburgs an Fußball-Europameisterschaften
- 1960 – nicht teilgenommen
- 1964 bis 2021 – nicht qualifiziert
- 2024 – nicht qualifiziert, in den Play-Offs an Georgien gescheitert

## Teilnahme Luxemburgs an den für A-Nationalmannschaften zugänglichen Olympischen Spielen

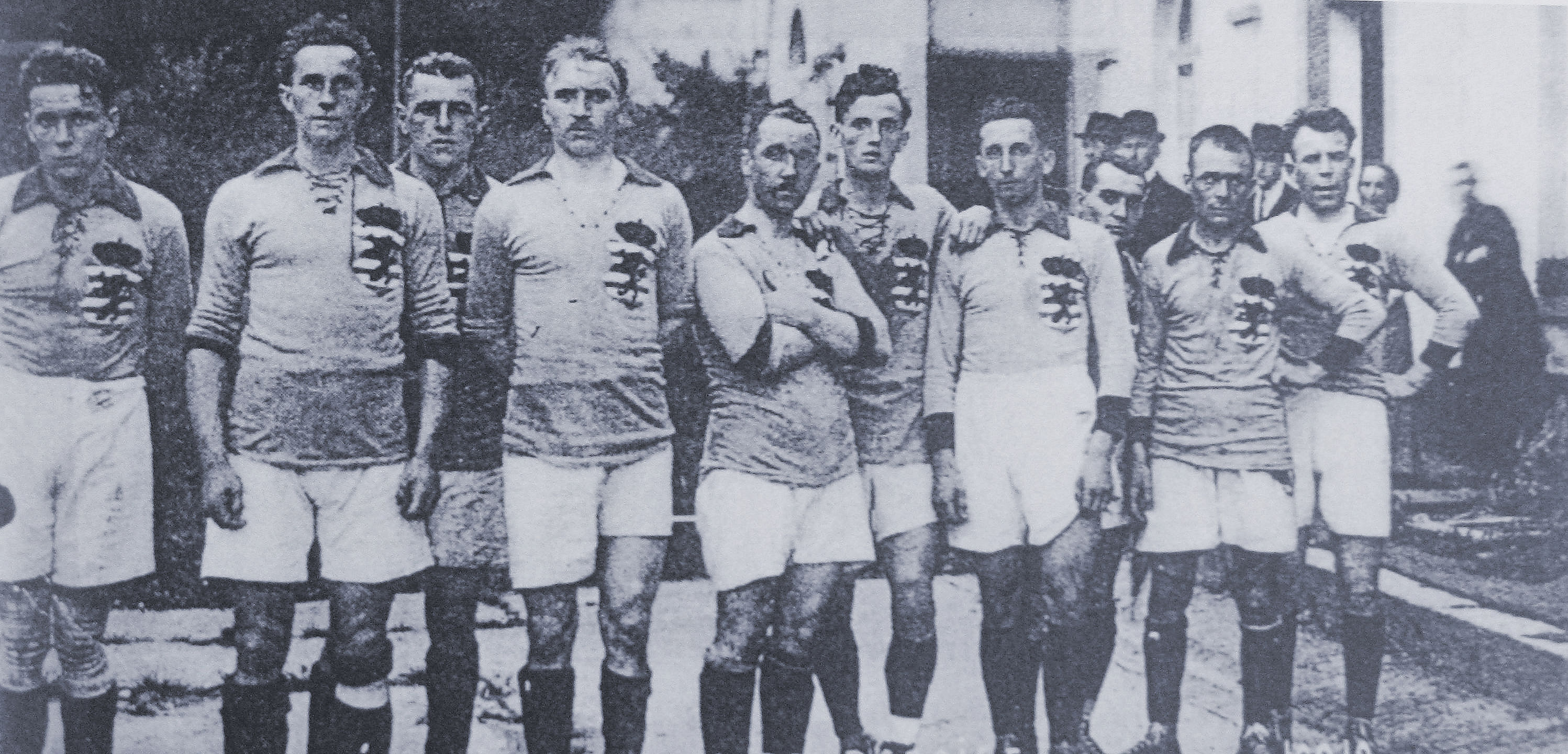
Die Luxemburgische Fußballnationalmannschaft beim olympischen Fußballturnier 1920

| 1908 in London    | nicht teilgenommen |
| 1912 in Stockholm | nicht teilgenommen |
| 1920 in Antwerpen | Achtelfinale       |
| 1924 in Paris     | Achtelfinale       |
| 1928 in Amsterdam | Achtelfinale       |
| 1936 in Berlin    | Achtelfinale       |
| 1948 in London    | Achtelfinale       |